# Alchemilla alpina
Alchemilla alpina es una especie de planta fanerógama de la familia  Rosaceae.

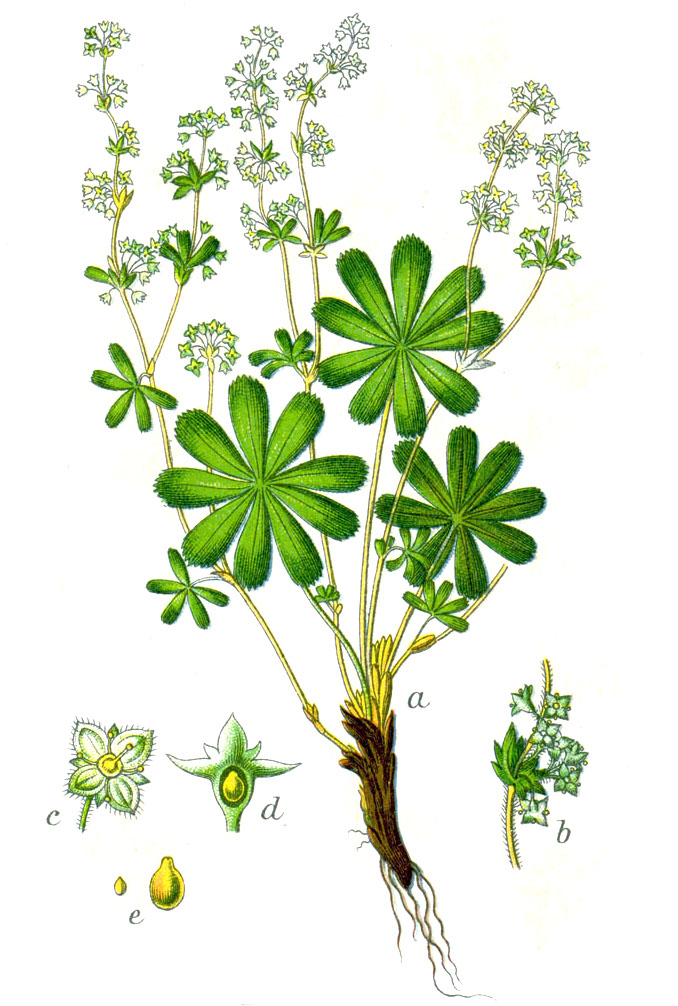
Ilustración

## Descripción
Es una planta herbácea perenne que alcanza los 10-50 cm de altura, con hojas arriñonadas o ovaladas y con flores pequeñas agrupadas en corimbos.
Distribución geográfica
Es original de las regiones septentrionales de Europa y Asia y zonas montañosas de África, Norte y Sur de América.

## Taxonomía
Alchemilla alpina fue descrita por Carlos Linneo y publicado en Species Plantarum 1: 123. 1753.
Etimología
Alchemilla: nombre genérico que toma el nombre de alguna planta valorada por su uso en la alquimia.
alpina: epíteto latíno que significa "alpino, de las montañas".
Sinonimia
- Alchemilla alpina subsp. glomerata (Tausch) E.G.Camus
- Alchemilla glomerata (Tausch) E.G.Camus[3]
- Alchemilla argentea Lam.
- Alchemilla glomerata (Tausch) Buser
- Alchemilla viridicans Rothm.[4]

Nombres comunes
- Castellano: alquimila alpina, estellaria.[4]

## Propiedades
Utilizada desde tiempos remotos en la aplicación por decocción en el tratamiento de los ojos doloridos y en restañar las heridas. Es utilizado como antiinflamatorio, analgésico, astringente, diurético y carminativo.
 Aviso médico